# Boris Christoff
Boris Christoff (en búlgaro: Борис Христов, Borís Jrístov) (Plovdiv, Reino de Bulgaria, 18 de mayo de 1914 - Roma, Italia, 28 de junio de 1993) fue un cantante bajo de ópera búlgaro, uno de los grandes bajos del siglo XX pertenecientes a la tradición eslava por muchos considerado el sucesor de Fiódor Chaliapin, Fiódor Stravinski, Lev Sibiriakov, Vladímir Kastorski y Alexander Kipnis.

## Biografía
Desde niño demostró su talento en el coro de la catedral de Sofía, estudió leyes y se graduó prosiguiendo su afición por cantar en coros. Cantando en el Gusla Chorus de SofÍa, obtuvo gran éxito como solista.
Su voz, particularmente amplia y melodiosa, le valió tal admiración que, en 1942, el Estado Búlgaro le propuso una beca de estudios para que estudiase canto y perfeccionase su arte en Italia.
El Rey Boris III de Bulgaria, impresionado por su voz, le aconsejó con cierto humor: "¡Tenemos demasiados juristas en este país, pero no suficientes cantantes!"

### Formación musical (1942 - 1945)
En Italia, Boris Hristov se presentó ante Giuseppe de Luca, quien le recomendó a Riccardo Stracciari (1875 - 1955) en Roma y le prometió seguir sus estudios. Se plantea la cuestión de si su voz es de bajo o de barítono: De Luca se inclina más por un bajo con tonos agudos, Strachari, sin embargo, piensa que es un barítono. Sigue una audición con Beniamino Gigli, que también duda pero más bien piensa que es un bajo-cantante; recomienda a Carozzi en Milán. Hristov eligió inicialmente a Carozzi (que también pensaba que su voz era de barítono), pero al cabo de un mes se fue a Roma a Stracciari. Él mismo se muestra muy confuso: "¿Qué clase de cantante soy, bajo o barítono? Terrible, terrible", pero poco a poco se convence de que es un bajo y logra convencer a Strachari de que él también lo es. Las clases son intensas, incluso en vacaciones el maestro le invita a su ciudad natal para continuar.  Años más tarde, los críticos musicales señalaron: "Hristov es un cantante de lo más extraordinario porque, aunque su voz tiene las cualidades de un bajo, la utiliza con la facilidad, perfección, riqueza de timbre y veracidad de interpretación que son más propias de un barítono". 
En 1943, las condiciones de guerra y el bombardeo de Roma complicaron la situación de la cantante; En ese año regresó a Bulgaria en dos ocasiones (abril-junio, agosto-octubre), una vez de repente y Strachari lo buscó a través de la embajada búlgara: "¿Dónde está este joven? ¡Encuéntrenlo y tráiganlo con la policía! ¿Sabes lo que pierdes? Así que es una excepción. Sus talentos no se pueden explotar, ¡pertenecen al mundo!" En Sofía, conoció a músicos búlgaros, dio un concierto en solitario en Radio Sofía, acompañado por Assen Dimitrov; se conserva una grabación del concierto.

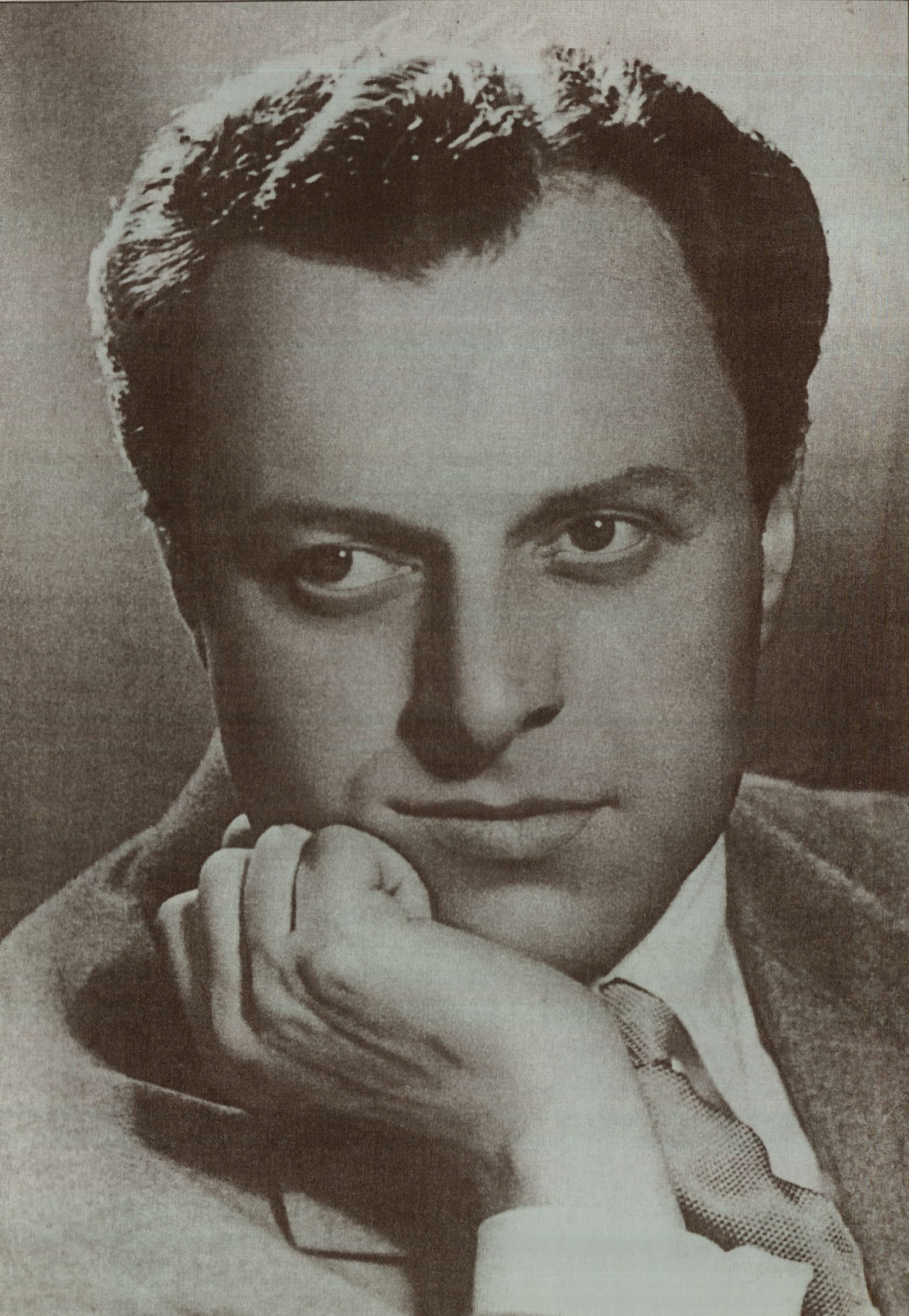
Boris Christoff.

El 1 de noviembre de 1943, Boris Hristov se dirigió de nuevo al oeste, esta vez haciendo escala en Austria. Tomó clases con el prof. Grasroot en Viena, con el prof. Carpi en Praga, se matriculó en un curso de arte dramático en el Mozarteum de Salzburgo, estudió alemán... pero "sigo soñando con Stracciari y De Luca". Ha dado conciertos en Viena y Dresde.  En Viena hizo una audición para la Statesoper, pero el presidente del jurado, Karl Böhm, lo rechazó, comportándose con altanería y desdén; diciéndole que no necesitaban voces así. Cuando Christoff se hizo famoso, Böhm se presentó ante él halagando su voz, invitándole a actuar en sus propios espectáculos, pero Boris Christoff le recordó la ocasión y rechazó cualquier actuación bajo su dirección.
A finales de 1944, Bulgaria ya estaba en guerra con Alemania. En Austria, Alexander Tsankov establece el Gobierno Nacional Búlgaro en el Exilio y forma un cuerpo militar de búlgaros para luchar del lado de Alemania. Boris Hristov es invitado pero se niega a alistarse. A los pocos días es detenido y enviado a un campo de prisioneros cerca de Feldkirch. Las tropas francesas lo liberan en mayo de 1945. El coronel al mando, tras oírle cantar, le ayuda a ir a Italia, organizando su viaje hasta la frontera en un jeep militar. Más tarde, Boris Hristov hace todo lo posible por encontrarlo ("¡Fue mi salvador!"), pero sin éxito.
En Italia, se encuentra sin recursos. El maestro Stracciari reanuda sus clases gratuitamente, su anterior casero también le aloja gratis, el Vaticano le da una tarjeta de pobre para un plato de sopa al día. Para saciar su hambre, bebe mucha agua, pero su preocupación es no arruinar su voz.

### Comienzo de la carrera musical en Italia
El primer concierto de Boris Hristov en Italia tuvo lugar en diciembre de 1945 en Roma, con la orquesta sinfónica de la Academia Nacional de Santa Cecilia, y estuvo dedicado a la música búlgara y rusa. Forma parte de una serie de conciertos sobre la cultura internacional organizados por el Convento d'arte. Llamado para un bis, cantó arias de ópera de Mozart y Musorsky. La prensa destacó su maravillosa voz, así como su excelente schola y su maduro sentido musical.

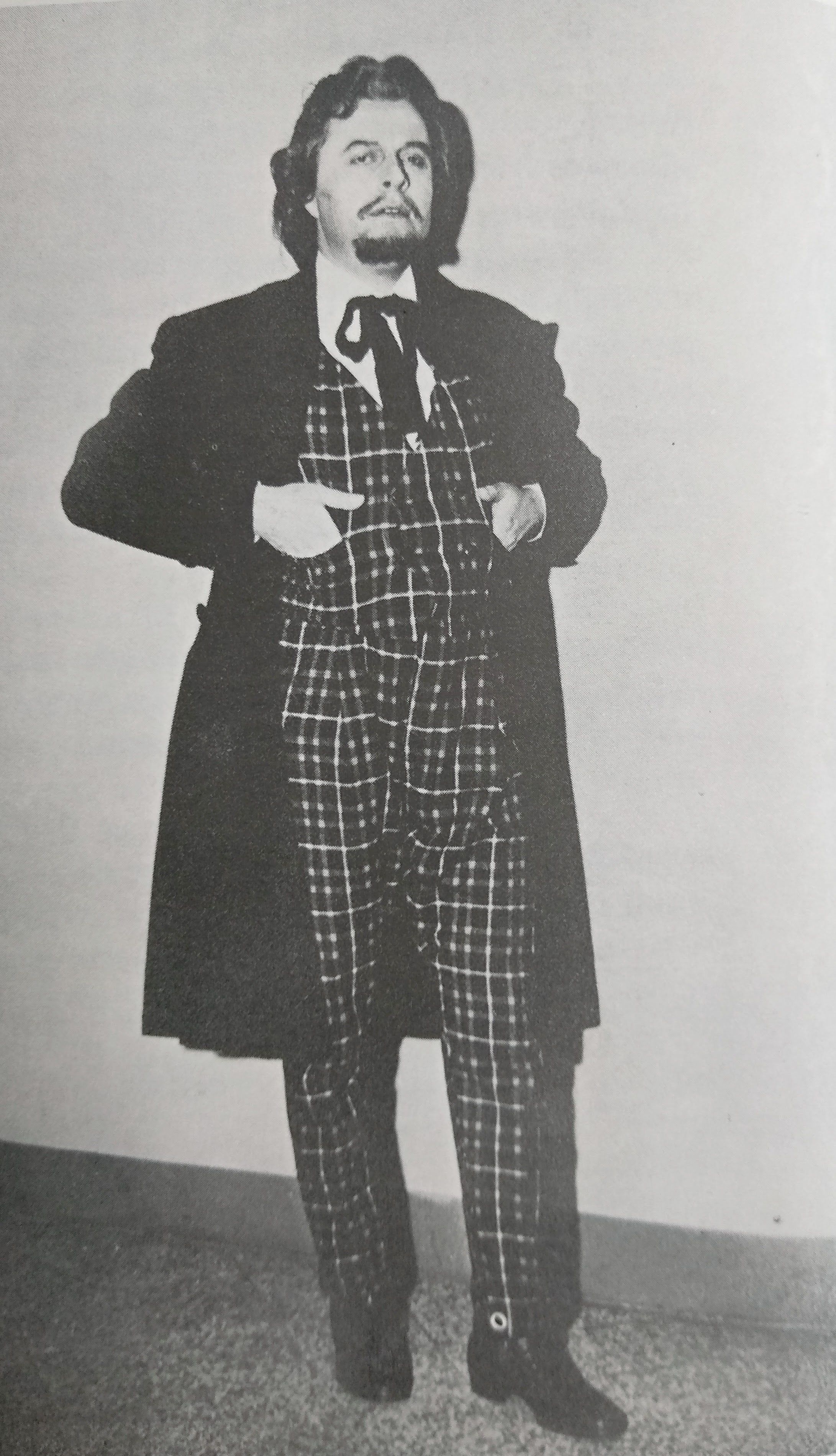
Boris Christoff as Colline ("Bohemians")

Debutó en la ópera el 12 de mayo de 1946 en el pequeño papel de Colline de La Boheme de Puccini en la inauguración del nuevo teatro de ópera de Reggio di Calabria. Más tarde contó a Penka Kasabova: Mientras estaba en el escenario y abrazaba el abrigo que se suponía que iba a pasar, de repente me sentí como Colin. No sentía que estaba actuando, y era Colin. Me salió genial. El salón estalló en aplausos que no cesaban. Entonces el director me hizo un gesto con la batuta y me dijo: "Adelante, Boris, lo haremos otra vez". Canté el aria por segunda vez, pero la cosa no acabó ahí. Los aplausos aumentaron, así que tuve que cantar el aria de Colin por tercera vez. Entonces sentí que pertenecía al escenario. Al igual que yo estaba contento, también lo estaban los otros jóvenes cantantes que me rodeaban, y yo era el único extranjero entre ellos. He aquí mi bautismo en el escenario de la ópera".  (los bises corresponden al aria "Vecchia Dzimara".
Le siguieron muchas invitaciones para actuar. Mientras tanto, tras el Noveno golpe de septiembre, el nuevo gobierno de Bulgaria no le renovó el pasaporte búlgaro, lo que también creó obstáculos para su carrera musical: fue invitado a una gira de 3 meses por España con importantes artistas italianos, entre ellos Beniamino Gigli y Mafalda Favero, pero la falta de pasaporte frustró su participación (1946). Además, la embajada búlgara le amenazó con que si iba escribirían al ministerio de Bulgaria y a todos los periódicos en su contra. "No fui sólo por miedo a hacer daño a mis padres. De gente así se puede esperar todo <...> ¡Infeliz Bulgaria!", escribió a Penka Kasabova, y un poco más tarde, "he decidido en cualquier caso no venir ahora, porque ya sé con seguridad que no saldré". Sin embargo, su idea de dar conciertos en Bulgaria nunca le abandonó.
En 1947-1948 su repertorio incluía más de 10 papeles significativos: Ramfis de "Aida", Oroveso de "Norma", Dosipheus de "Khovanshchina", Pimen y Boris Godunov de "Boris Godunov" y otros. Ha actuado en la Ópera de Roma, el San Carlo de Nápoles, la ópera de Trieste, el teatro de verano Terme di Caracalla de Roma, la ópera veneciana La Fenice, la ópera de Palermo, etc. Cantó por primera vez en La Scala el Réquiem de Brahms, bajo la dirección de Vittorio Gui, durante la temporada de conciertos.
Durante este periodo, su trabajo con el gran pedagogo ruso, director de teatro y ópera Alexander Sanin fue especialmente importante para su desarrollo. Participó en tres de sus producciones: de Boris Godunov en la Ópera de Roma, como Pimen (febrero de 1947), de Khovanshchina en Trieste (febrero de 1948) y de nuevo de Boris Godunov, pero en Cagliari y ahora en el papel principal de Boris Godunov (marzo de 1948).
También en esta época comenzó su colaboración con Isai Dobroven, que desempeñó un papel importante en su carrera musical. Dobroven le invitó a actuar en "Khovanshchina" y en "Boris Godunov" (1949). Hicieron grabaciones del Príncipe Igor y Sadko (1950). Le convenció de su capacidad para cantar simultáneamente dos partes en "El príncipe Igor": las de Galitsky y Konchak, y las tres partes de bajo en "Boris Godunov": las de Boris, Pimen y Abraham (cuando se grabó).
En 1949 cantó en varias óperas en La Scala, incluida la primera producción en ese teatro de "Vida para el zar" ("Ivan Susanin"), con gran éxito. También actuó en los papeles de Dosifeo de "Khovanshchina", el conde Robinson de "El matrimonio secreto" de Cimarosa, Galitsky y Konchak de "El príncipe Igor".

### Desarrollo
Fue dirigido en 1949 en el Festival de Salzburgo por Herbert von Karajan, Bruno Walter y Otto Klemperer.
Se sucedieron debuts en La Scala (allí cantó en 1947 el Pimen de Borís Godunov), La Fenice (en Tristán e Isolda con Maria Callas dirigido por Tullio Serafin), Roma, en Florencia (en I vespri siciliani con Maria Callas dirigidos por Erich Kleiber), Covent Garden, Liceo de Barcelona (Borís Godunov, 1952), Nápoles (como Oroveso con Maria Caniglia), Verona (Lohengrin con Renata Tebaldi), Trieste, Teatro Massimo de Palermo, Cagliari, Lisboa, Río de Janeiro (Norma con María Callas, 1952), Bolonia, Berna, Vicenza, Módena, París, Niza y el Teatro Colón de Buenos Aires en 1956 como Borís Godunov y Mefistófeles.
En La Scala cantó, entre otros, Un Requiem alemán (Brahms) con Victoria de los Ángeles, Fausto con Elisabeth Schwarzkopf, la Missa Solemnis, la Misa en do menor de Bach, el Réquiem de Verdi, Moisés de Rossini y toda su galería de grandes personajes.
En 1956, finalmente hizo su debut americano en la Ópera de San Francisco luego de que en 1950 le fuera negada la visa por pertenecer a un país integrante del entonces bloque del Este dejando sin efecto su debut planeado en el Metropolitan Opera de Nueva York (fue reemplazado por el joven bajo italiano Cesare Siepi). Actuó en la Ópera Lírica de Chicago pero nunca cantó en el gran teatro neoyorquino donde Rudolf Bing había querido inaugurar su gestión de director general con Don Carlo con Christoff como Felipe II. Cantó en Carnegie Hall y regresó a Chicago en 1963 y Boston en 1966.
En 1958, participó en la histórica producción de Don Carlo en Londres dirigida por Luchino Visconti con Gré Brouwenstijn, Fedora Barbieri, Jon Vickers y Tito Gobbi que además fue su cuñado y con quien tuvo serios altercados. En 1962 acompañó como Filippo II en la Wiener Staatsoper a Sena Jurinac, Giulietta Simionato, Flaviano Labo, Eberhard Wächter y Hans Hotter.
En 1964, fue operado de un tumor cerebral retomando su carrera un año después. En 1967 le fue permitido entrar a Bulgaria para el funeral de su madre.
Durante la década de los setenta, muy mermado en capacidad, siguió actuando como Atila y Borís y en 1977 en Roma como Enrique VIII en Anna Bolena de Donizetti con Leyla Gencer.
Sus actuaciones fueron cada vez más esporádicas y su última aparición fue en la Accademia di Bulgaria en Roma en 1986. 
Murió en Roma en 1993 y su cuerpo fue velado en la Catedral de Alejandro Nevski de Sofía recibiendo un funeral con honores de estado. No había vuelto a cantar en su país, la última actuación había sido en 1945.

## Repertorio
Sus más famosos personajes fueron Borís Godunov, Felipe II (Verdi - Don Carlo), Mephistopheles (Gounod - Fausto y Boito - Mefistófeles), Iván Susanin (Glinka), Zaccaria (Verdi - Nabucco), Zar Iván (Rimski-Kórsakov - Iván el Terrible), Dosiféi (Músorgski- Jovánschina), Gómez da Silva (Verdi - Ernani), Fiesco (Verdi - Simón Boccanegra), Attila (Verdi - Atila), Padre Guardiano (Verdi - La forza del destino), Gálitzki y Konchak (Borodín - El príncipe Ígor), Oroveso (Norma - Bellini), Procida (Las vísperas sicilianas - Verdi), Rocco (Fidelio - Beethoven), Sparafucile (Rigoletto - Verdi) y Gurnemanz (Parsifal - Wagner, en italiano).
Fue además un famoso recitalista en canciones de Músorgski, Chaikovski, Rimski-Kórsakov, Rajmáninov, Glinka, Borodín, Cui y Balákirev.
Dejó un importante legado discográfico, en el que se incluye la edición completa de las 63 canciones de Músorgski y dos versiones de la ópera "Borís Godunov", interpretando en una de ellas los tres papeles de bajo de la ópera.
Fue sucedido por el bajo búlgaro Nikolái Ghiaúrov con quien tuvo una conflictiva relación profesional cuando actuaron juntos en Don Carlo en La Scala en 1960 propiciando la cancelación de su contrato en 1961 como Gurnemanz en Parsifal. El temperamental bajo ya había tenido serios incidentes con otros colegas.